# Otto Franke (Turner)
Otto Franke (* 1883; † 6. Dezember 1935) war ein deutscher Turner und Steinstoßer.
Bei den Olympischen Zwischenspielen 1906 belegte er im Turnen den 22. Platz im Sechskampf, den 28. Platz im Fünfkampf und den fünften Platz im Riegenturnen. Seine Platzierung im Steinstoßen ist nicht überliefert.